# Gönyű, Győr-Moson-Sopron
Gönyű  este un sat în districtul Győr, județul Győr-Moson-Sopron, Ungaria, având o populație de 3.003 locuitori (2011). 

## Demografie
Componența etnică a satului Gönyű
     Maghiari (97,71%)
     Germani (1,3%)
     Necunoscut (0,3%)
     Alții (0,7%)
Componența confesională a satului Gönyű
     Romano-catolici (49,35%)
     Fără religie (12,89%)
     Reformați (4,46%)
     Luterani (1,86%)
     Necunoscută (30,37%)
     Alte religii (1,6%)
Conform recensământului din 2011, satul Gönyű avea 3.003 locuitori. Din punct de vedere etnic, majoritatea locuitorilor (97,71%) erau maghiari, cu o minoritate de germani (1,3%). Apartenența etnică nu este cunoscută în cazul a 0,3% din locuitori. Nu există o religie majoritară, locuitorii fiind romano-catolici (49,35%), persoane fără religie (12,89%), reformați (4,46%) și luterani (1,86%). Pentru 30,37% din locuitori nu este cunoscută apartenența confesională.